# AMD Athlon (K7)
Der AMD Athlon bezeichnet eine Familie von x86-kompatiblen Prozessoren der Firma AMD. Er wird auch als AMD K7 bezeichnet, in Anlehnung an seinen Vorgänger K6.
Ab August 1999 bot AMD mit dem Athlon den damals schnellsten x86-Prozessor der Welt an. Der Athlon war auch der Prozessor, der zuerst die prestigeträchtige Grenze von einem Gigahertz (GHz) Taktfrequenz überschritt. Wegen des Erfolges des Athlon wurden danach viele Prozessoren von AMD so benannt; zu einer Auflistung siehe Athlon.

## Produktgeschichte
Den ersten Athlon gab es als Modell für den Slot A, der mechanisch Intels Slot 1 ähnelte. Der L2-Cache von 512 KiB befand sich bei diesem Slot-Modell auf der Prozessorplatine und somit außerhalb des Dies, weshalb er je nach Modell nur mit der Hälfte, zwei Fünftel oder einem Drittel der Prozessortaktrate betrieben werden konnte. Später kam mit dem Thunderbird-Kern der erste Athlon-Prozessor für den Sockel A (Sockel 462) heraus, dessen L2-Cache im zusammen mit dem Prozessorkern auf einem Chip integriert ist. Durch die kürzeren Leitungen ist der Cache so mit voller Taktfrequenz ansprechbar, aus Kostengründen wurde er jedoch auf 256 KiB reduziert. Es gab den Thunderbird-Athlon auch in einigen seltenen Exemplaren für den Slot A, der aber nicht mit allen Hauptplatinen kompatibel war. Eine Abwandlung des Thunderbird-Athlon ist der Duron, der mit reduziertem L2-Cache auf preissensible Kunden und den Officemarkt zielte.
Die ersten Athlons (mit den Entwicklungsnamen Argon oder Pluto/Orion für Slot A sowie Thunderbird für Sockel A) liefen mit einem auf 100 MHz oder 133 MHz getakteten Front Side Bus und erreichten Taktfrequenzen bis zu 1000 MHz (Slot-A-Modelle) oder 1400 MHz (Sockel-A-Modelle).

## Technik
Der Athlon war der erste x86-Prozessor von AMD, der nicht mehr auf der gleichen Plattform aufbaute wie die Prozessoren von Intel: Intel hatte schon lange vorher den Wechsel vom Sockel 7 zum Slot 1 vollzogen, während AMD-Prozessoren für den Sockel 7 weiterbaute. Die neue Plattform bot für AMD daher die Möglichkeit zu einem technischen Neuanfang, vor allem die neue K7-Architektur bietet ein höheres Leistungspotential als ihre Vorgängerin: mehr Ausführungseinheiten, eine vollwertige Pipeline für die Gleitkommaeinheit, breitere Datenpfade etc.
Das Problem einer schnellen Anbindung des L2-Caches konnte AMD zwar schon damals durch Integration dieses Caches im Prozessordie lösen (unter anderem beim K6-III). Wegen der dabei entstehenden großen Dies und der dadurch stark erhöhten Wahrscheinlichkeit für Fertigungsfehler war dieses Verfahren aber ziemlich teuer und mit hohem Ausschuss verbunden. Daher wählte AMD für den Athlon – wie schon Intel zuvor beim Pentium II – die Slot-Bauform. Dadurch konnte man den Cache-SRAM als eigene Chips nahe am Prozessorkern platzieren und somit die Leitungen kurz halten. Bei der späteren Sockel-Bauform erübrigte sich das, da dank verbesserter Fertigungstechnik der Cache zu geringen Kosten auf dem Die integriert werden konnte.
Während bei den Sockel-7-Prozessoren FSB-Taktfrequenz, Multiplikator und Betriebsspannung durch das Mainboard festgelegt werden, kommt bei Slot-A- und Sockel-A-Prozessoren diese Aufgabe stärker dem Prozessor selbst zu. Das Mainboard liefert hier nur noch den FSB-Takt, der Prozessor erzeugt daraus selbst seine Taktfrequenz, außerdem fordert er vom Mainboard eine bestimmte Spannung an. Das ist möglich, weil auf der Prozessorplatine die Soll-Einstellungen mit Hilfe von leitenden Brücken codiert sind. Bei den Slot-A-Prozessoren existiert aber ein Anschluss auf der Platine, über den man diese Voreinstellung umgehen kann, wodurch Übertakten möglich wird; die dafür genutzten „Golden Finger Devices“ steckt man einfach auf. Sie bieten DIP-Schalter für die manuelle Wahl der Parameter. Analog kann man bei Sockel-A-Prozessoren durch geeignetes Kurzschließen der Brücken das gleiche Ziel erreichen.

## Nachfolger
Der direkte Nachfolger des Athlon wurde der Athlon XP, mit einer überarbeiteten Version der K7-Architektur, die mit den 1999 von Intel eingeführten Streaming SIMD Extensions (Single Instruction, Multiple Data) aufwartete.

## Modelldaten

### K7 (Argon)

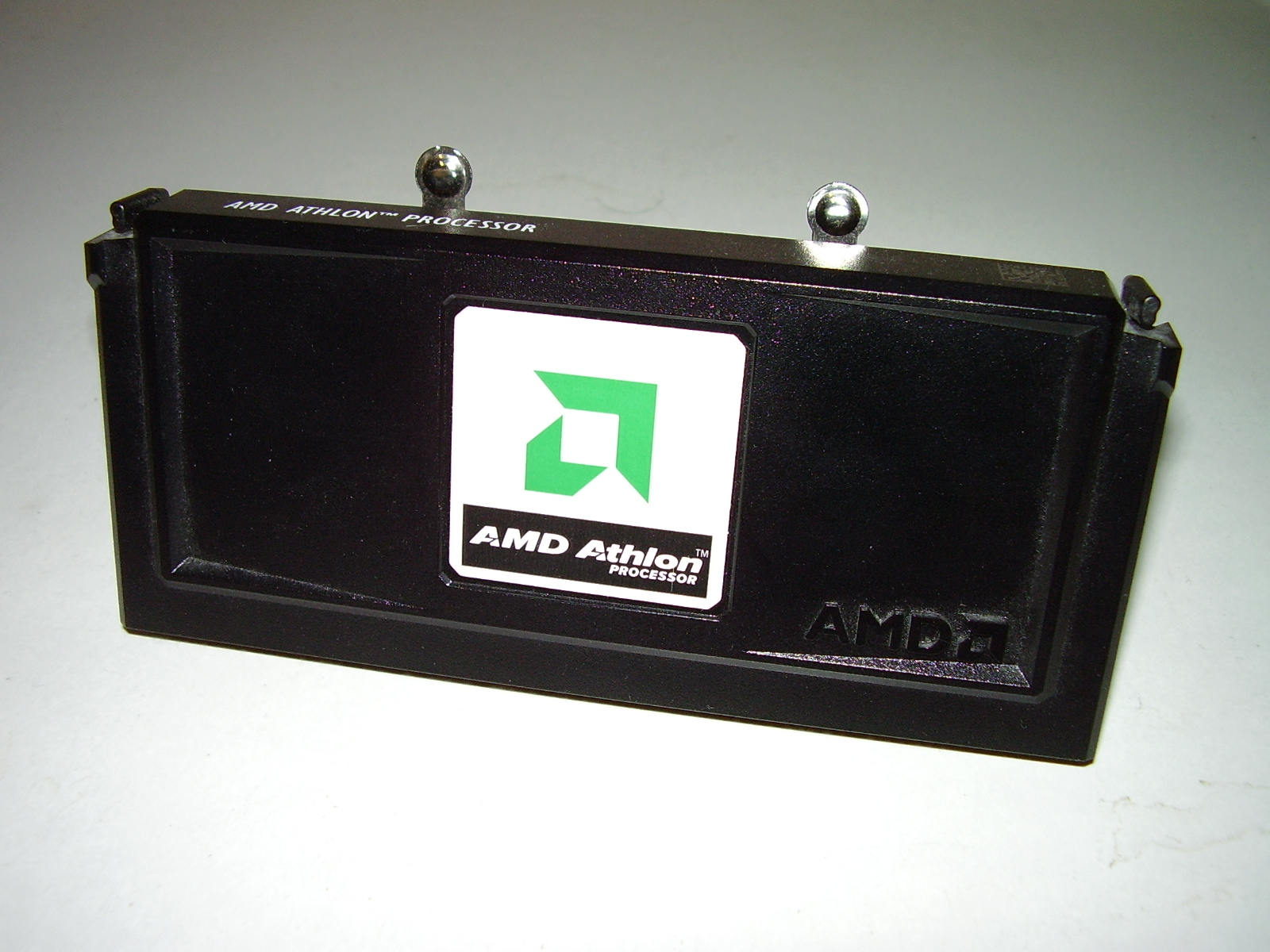
Athlon für den Slot A

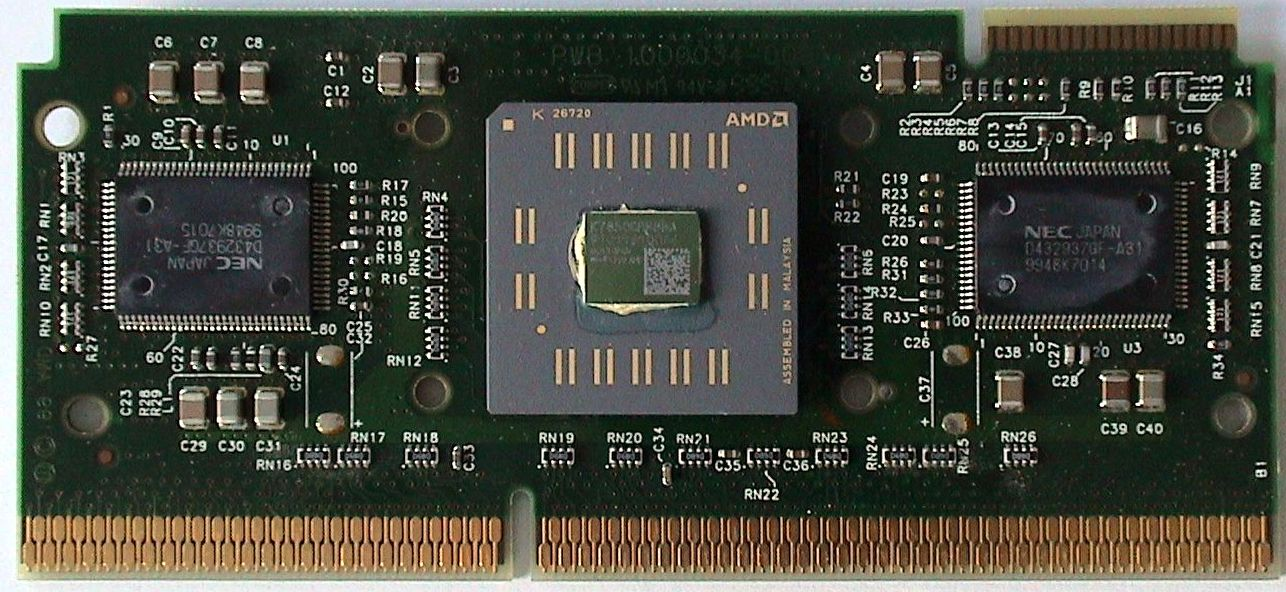
Athlon für den Slot A (geöffnet)

- L1-Cache: 64 + 64 KiB (Daten + Instruktionen)
- L2-Cache: 512 KiB (externe Chips auf CPU-Modul mit ½ CPU-Takt)
- MMX, Extended 3DNow!
- Slot A, EV6 mit 100 MHz Front Side Bus (FSB 200)
- Betriebsspannung (VCore): 1,60 V
- Erscheinungsdatum: 23. Juni 1999
- Fertigungstechnik: 0,25 µm
- Die-Größe: 184 mm² bei 22,0 Millionen Transistoren
- Taktraten: 500–700 MHz
  - 500 MHz (250 MHz L2-Cache) [23. Juni 1999]
  - 550 MHz (275 MHz L2-Cache) [23. Juni 1999]
  - 600 MHz (300 MHz L2-Cache) [23. Juni 1999]
  - 650 MHz (325 MHz L2-Cache) [9. August 1999]
  - 700 MHz (350 MHz L2-Cache) [4. Oktober 1999]

### K75 (Pluto/Orion)
- L1-Cache: 64 + 64 KiB (Daten + Instruktionen)
- L2-Cache: 512 KiB (externe Chips auf CPU-Modul mit ½, ⅖ oder ⅓ CPU-Takt)
- MMX, Extended 3DNow!
- Slot A, EV6 mit 100 MHz Front Side Bus (FSB 200)
- Betriebsspannung (VCore): 1,60–1,80 V
- Erscheinungsdatum: 29. November 1999
- Fertigungstechnik: 0,18 µm
- Die-Größe: 108 mm² bei 22,0 Millionen Transistoren
- Taktraten: 550–1000 MHz
  - 550 MHz (275 MHz L2-Cache) [29. November 1999]
  - 600 MHz (300 MHz L2-Cache) [29. November 1999]
  - 650 MHz (325 MHz L2-Cache) [29. November 1999]
  - 700 MHz (350 MHz L2-Cache) [29. November 1999]
  - 750 MHz (300 MHz L2-Cache) [29. November 1999]
  - 800 MHz (320 MHz L2-Cache) [6. Januar 2000]
  - 850 MHz (340 MHz L2-Cache) [11. Februar 2000]
  - 900 MHz (300 MHz L2-Cache) [6. März 2000]
  - 950 MHz (317 MHz L2-Cache) [6. März 2000]
  - 1000 MHz (333 MHz L2-Cache) [6. März 2000]

### Thunderbird

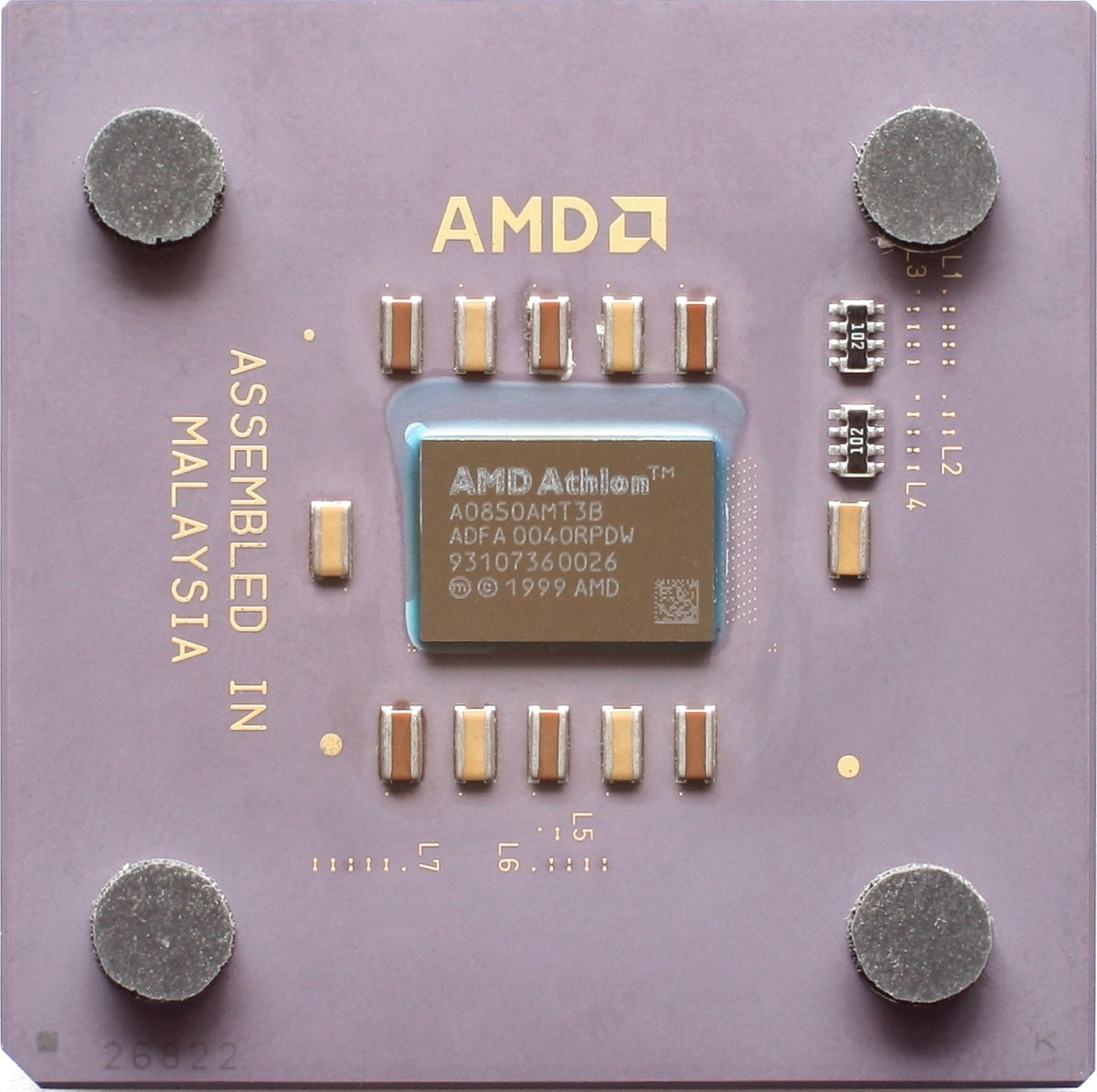
AMD Athlon mit 850 MHz (Thunderbird)

- L1-Cache: 64 + 64 KiB (Daten + Instruktionen)
- L2-Cache: 256 KiB mit Prozessortakt
- MMX, Extended 3DNow!
- Slot A, EV6 mit 100 MHz Front Side Bus (FSB 200)
- Sockel A, EV6 mit 100 MHz (FSB 200, B-Modelle) und 133 MHz (FSB 266, C-Modelle) Front Side Bus
- Betriebsspannung (VCore): 1,70–1,75 V
- Erscheinungsdatum: 5. Juni 2000
- Fertigungstechnik: 0,18 µm
- Die-Größe: 120 mm² bei 37,0 Millionen Transistoren
- Taktraten:
  - Slot A: 650–1000 MHz
    - 650 MHz [5. Juni 2000]
    - 700 MHz [5. Juni 2000]
    - 750 MHz [5. Juni 2000]
    - 800 MHz [5. Juni 2000]
    - 850 MHz [5. Juni 2000]
    - 900 MHz [5. Juni 2000]
    - 950 MHz [5. Juni 2000]
    - 1000 MHz [5. Juni 2000]

  - Sockel A, 100 MHz FSB (B-Modelle): 650–1400 MHz
    - 650 MHz [5. Juni 2000]
    - 700 MHz [5. Juni 2000]
    - 750 MHz [5. Juni 2000]
    - 800 MHz [5. Juni 2000]
    - 850 MHz [5. Juni 2000]
    - 900 MHz [5. Juni 2000]
    - 950 MHz [5. Juni 2000]
    - 1000 MHz [5. Juni 2000]
    - 1100 MHz [28. August 2000]
    - 1200 MHz [17. Oktober 2000]
    - 1300 MHz [22. März 2001]
    - 1400 MHz [6. Juni 2001]

  - Sockel A, 133 MHz FSB (C-Modelle): 1000–1400 MHz
    - 1000 MHz [30. Oktober 2000]
    - 1133 MHz [30. Oktober 2000]
    - 1200 MHz [30. Oktober 2000]
    - 1333 MHz [22. März 2001]
    - 1400 MHz [6. Juni 2001]